# Olhão
Olhão és un municipi portuguès, situat al districte de Faro, a la regió d'Algarve i a la subregió de l'Algarve. L'any 2004 tenia 42.272 habitants.
Limita al nord i a l'est amb Tavira, a l'oest amb Faro, al nord-oest amb São Brás de Alportel i al sud-est amb l'oceà Atlàntic. Fou creat el 1808.

## Població
| Població del concelho d'Olhão (1849 – 2004) | Població del concelho d'Olhão (1849 – 2004) | Població del concelho d'Olhão (1849 – 2004) | Població del concelho d'Olhão (1849 – 2004) | Població del concelho d'Olhão (1849 – 2004) | Població del concelho d'Olhão (1849 – 2004) | Població del concelho d'Olhão (1849 – 2004) | Població del concelho d'Olhão (1849 – 2004) | Població del concelho d'Olhão (1849 – 2004) |
| ------------------------------------------- | ------------------------------------------- | ------------------------------------------- | ------------------------------------------- | ------------------------------------------- | ------------------------------------------- | ------------------------------------------- | ------------------------------------------- | ------------------------------------------- |
| 1849                                        | 1900                                        | 1930                                        | 1960                                        | 1981                                        | 1991                                        | 2001                                        | 2004                                        |                                             |
| 11934                                       | 24276                                       | 27664                                       | 30871                                       | 34573                                       | 36812                                       | 40808                                       | 42272                                       |                                             |

## Freguesies
- Fuseta
- Moncarapacho
- Olhão
- Pechão
- Quelfes